# Saint-Marcellin (Isère)
Saint-Marcellin é uma comuna francesa na região administrativa de Auvérnia-Ródano-Alpes, no departamento de Isère.

## Cidades-irmãs
- Grafing, Alemanha (1994)
- Fiesso d'Artico, Itália (2007)